# Mugwump's Paying Guest
Mugwump's Paying Guest è un cortometraggio muto del 1911 diretto da Frank Wilson.

## Trama
Per cogliere in fallo la moglie che sospetta tradirlo, Mr. Mugwump si traveste da donna mentre sua sorella si veste da uomo.

## Produzione
Il film fu prodotto dalla Hepworth.

## Distribuzione
Distribuito dalla Hepworth, il film - un cortometraggio di 152,4 metri - uscì nelle sale cinematografiche britanniche nel marzo 1911.
Si conoscono pochi dati del film che, prodotto dalla Hepworth, fu distrutto nel 1924 dallo stesso produttore, Cecil M. Hepworth. Fallito, in gravissime difficoltà finanziarie, il produttore pensò in questo modo di poter almeno recuperare il nitrato d'argento della pellicola.